# Cappella di San Rocco (Racconigi)
La Cappella di San Rocco sorge a sud di Racconigi, in via Priotti, a ridosso del muro di cinta dell'ex Ospedale Psichiatrico

## Storia
Risale alla fine del XVI secolo la donazione di Bernardino II di Savoia-Racconigi, grazie alla quale la popolazione poté costruire la chiesetta dedicata al patrono cui era solita rivolgersi in occasione delle epidemie di peste.
La somma elargita da Bernardino aumenta con una seconda donazione dell'anno 1601. La costruzione risale presumibilmente agli anni a cavallo tra il 1599 e il 1601.
La chiesa è ancora officiata, e nel mese di agosto si celebra un triduo votivo che culmina nella messa del 16 agosto.

## Esterno
La cappella si presenta con un portico spazioso separato dalla strada prospiciente da una cancellata. Il portico ricoperto di tegole è formato da una struttura in legno secondo gli schemi tipici della zona.
La facciata vera e propria appare semplice,con due finestre e un portale d'ingresso in legno. Sopra la porta è presente un dipinto raffigurante San Rocco con il suo cane, nel modo in cui la pietà popolare soleva raffigura il Santo patrono dei Viandanti.
La cupola è ottagonale, dipinta esteriormente di color ocra con semplici lesene imbiancate tra una faccia e l'altra. È dotata di modeste finestre.
Il campanile è a vela.

## Interno
Ad aula unica, con due cappelle laterali, un tempo la chiesa era interamente affrescata. Ora permangono poche tracce della decorazione originaria.
Conserva una tela con la raffigurazione dei Santi patroni di Racconigi: San Giovanni Battista,la Madonna delle Grazie, San Rocco e la Beata Caterina Mattei.

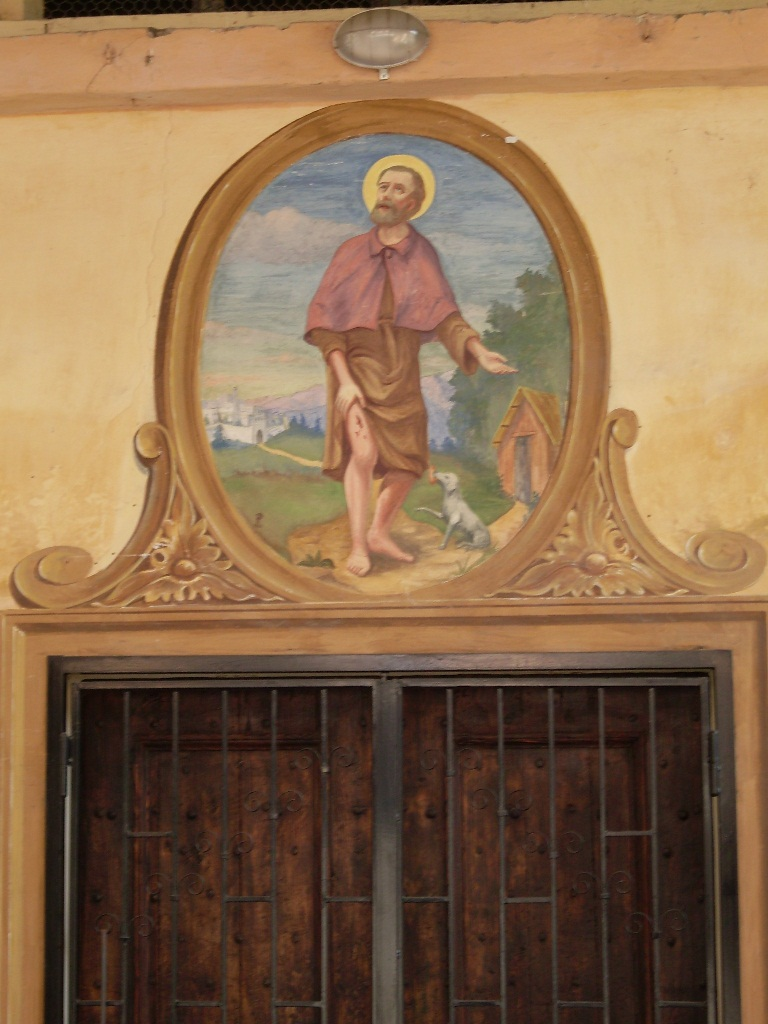
San Rocco e il suo cane, particolare facciata